# Miano (Medesano)
Miano è una frazione del comune di Medesano, in provincia di Parma.
La località dista 6,61 km dal capoluogo.

## Geografia fisica
La montuosa frazione sparsa è caratterizzata dall'alternanza di zone coltivate a boschi fitti, attraversati dai rii Campanara, Bargello, Lombasino, Fontane e Lidani. Nel sottosuolo si trovano inoltre i residui dei giacimenti di petrolio, scoperti nel XV secolo.

## Storia
La prima testimonianza dell'esistenza del castello di Miano risale al 1189, quando l'imperatore del Sacro Romano Impero Federico Barbarossa lo assegnò al marchese Oberto I Pallavicino.
Nel 1249 l'imperatore Federico II di Svevia confermò l'investitura al marchese Oberto II Pallavicino, che nel 1267 fu costretto ad abbandonare il maniero nelle mani dei guelfi parmigiani.
Nel 1360 il marchese Oberto Pallavicino ottenne la restituzione del feudo di Miano e di numerosi altri nel Parmense, dei quali fu investito dall'imperatore Carlo IV di Lussemburgo.
Nell'ottobre del 1427 Pietro de' Rossi attaccò la fortificazione, appartenente a Rolando il Magnifico, e, dopo averla depredata e averne arrestato gli occupanti, la diede alle fiamme, distruggendola completamente e abbandonandola; gli abitanti di Miano furono portati nel vicino castello di Sant'Andrea, ma agli inizi dell'anno successivo aprirono le porte del maniero al marchese Pallavicino, che lo occupò, rientrando in tal modo in possesso anche di Miano.
Tuttavia, nel 1441 Niccolò Piccinino convinse Filippo Maria Visconti del tradimento di Rolando e si fece incaricare di conquistarne lo Stato Pallavicino; il Marchese fu costretto alla fuga e tutte le sue proprietà furono incamerate dal Duca di Milano, che nel 1442 assegnò al condottiero il feudo di Miano e numerosi altri nel Parmense.
Miano rimase per anni conteso tra i Rossi e i Pallavicino. Nel 1449, in seguito alla presa del potere da parte di Francesco Sforza, Pier Maria II de' Rossi attaccò il castello di Sant'Andrea, da cui dipendeva Miano, e se ne rimpossessò, ricevendone l'investitura da parte del Duca di Milano.
Nel 1457, alla morte di Rolando il Magnifico, Miano fu invece assegnato, unitamente ai castelli di Castelguelfo, Gallinella e Varano Marchesi, al figlio primogenito Niccolò Pallavicino, che ne fu investito da parte di Francesco Sforza.
Nel testamento del 1464 redatto da Pier Maria II de' Rossi, il feudo di Miano fu destinato al figlio Guido, insieme ai castelli di Felino, San Secondo, Bardone, Neviano de' Rossi, Carona, Segalara, Roccalanzona, Taro e Sant'Andrea.
Nel XVIII secolo Miano fu assegnato ai Sanvitale, che ne mantennero i diritti fino all'abolizione del feudalismo sancita da Napoleone per il ducato di Parma e Piacenza nel 1805.
Nei primissimi anni del XIX secolo iniziarono le operazioni sistematiche di estrazione del petrolio attraverso l'escavazione di pozzi nei dintorni del piccolo borgo. L'"olio di sasso" era conosciuto fin dal XV secolo a Miano, in quanto ne sgorgava liberamente dal terreno, e ne erano stati scavati tre pozzi, di cui uno profondo 93 m, sicuramente già prima del 1770, come testimoniato dal botanico Auguste Denis Fougeroux de Bondaroy. Dal 1816 al 1847 l'imprenditore Giulio Strinati, proprietario dei pozzi, gestì l'appalto dell'illuminazione pubblica di Parma; grazie alla sua purezza, il petrolio fu per anni utilizzato anche nelle città di Fidenza e di Genova.
Il giacimento, piuttosto ricco inizialmente, si impoverì negli anni a causa dell'intenso e prolungato sfruttamento e nel 1945 ne fu interrotta definitivamente l'estrazione, benché dagli antichi pozzi continui tuttora a sgorgare qualche traccia di petrolio frammisto a gas naturale.
Dal secondo dopoguerra, quando contava 900 abitanti, la frazione ha subito un drastico spopolamento, a causa della lontananza dalle principali vie di comunicazione e dell'asperità del territorio.

## Monumenti e luoghi d'interesse

### Chiesa di San Nicolò

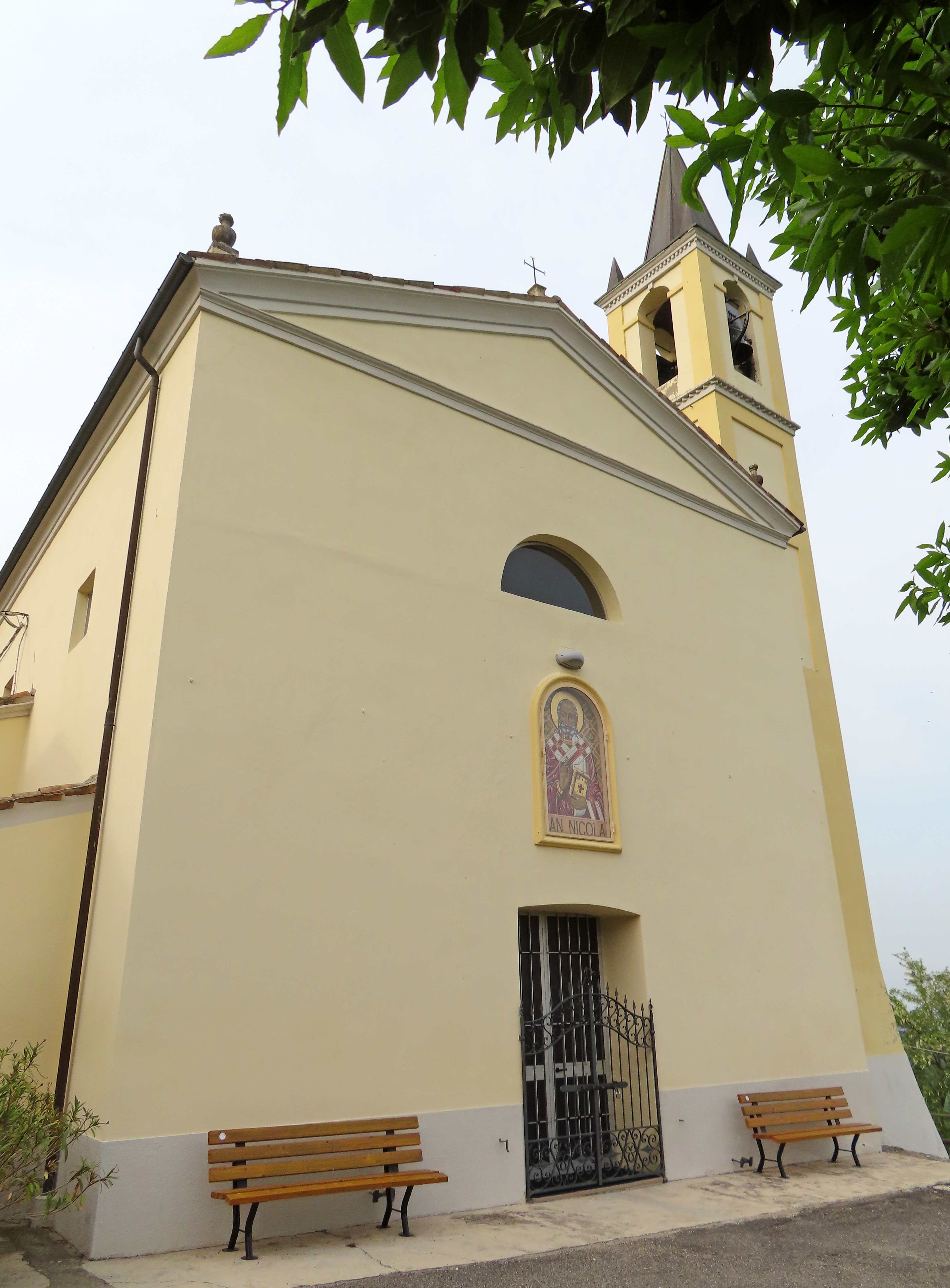
Chiesa di San Nicolò

Menzionata per la prima volta nel 1230, la chiesa originaria, elevata a parrocchia nel 1564, fu abbattuta nel 1869 e ricostruita nel 1876 in stile neoclassico, utilizzando le pietre delle rovine del castello; lesionata da un terremoto verso il 1920, fu successivamente ristrutturata; riparata nel 1928 per i danni causati da un fulmine, nel 2011 fu restaurata e consolidata strutturalmente. La piccola chiesa, affiancata da due cappelle, è decorata internamente con paraste doriche, cornici e archi realizzati nel 1920 da Dino Mora.

### Castello
Edificato in epoca medievale, il castello fu assegnato nel 1189 a Oberto I Pallavicino; conquistato dai parmigiani nel 1267 e demolito nel 1297, fu ricostruito e restituito nel 1360 ai Pallavicino; attaccato nel 1427 da Pietro de' Rossi, fu completamente distrutto e mai più riedificato; i suoi ruderi rimasero visibili fino al 1869, quando le ultime pietre furono utilizzate per la costruzione della nuova chiesa di San Nicolò.